# Negzzia
 (juin 2020).
Negzzia est un mannequin de nationalité iranienne, née à Téhéran (Iran) le 9 février 1990. Elle est connue notamment pour avoir obtenu le droit d'asile en France,, après avoir fui l'Iran à la suite de la parution de photographies dénudées, jugées « immorales » par la police religieuse iranienne et pour lesquelles elle risquait prison et coups de fouet.

## Biographie
Fille unique, elle grandit dans une famille « plutôt libérale », hostile au régime des mollahs. Son père est ingénieur et sa mère professeure de yoga.

## Carrière de mannequin
À l’âge de 18 ans, elle vit de sa passion en étant photographe, pour le compte d’une agence. À 22 ans, elle devient mannequin professionnel pour divers couturiers et marques iraniens, ainsi que pour des magazines de mode.
Militante pour les droits des femmes, elle pose dans des tenues dénudées, déclenchant la foudre des autorités religieuses. À la suite d'une séance photo jugée « immorale » pour une marque de sous-vêtements, elle est menacée par la police religieuse iranienne (Gasht e Ershad, la « Police de la Vertu » en persan) de prison et coups de fouet.
Le 19 juin 2017, elle fuit l'Iran pour Istanbul, en Turquie.

## Arrivée en France et demande d'asile
Attirée par la France depuis son enfance, influencée notamment par la musique de l’artiste belge Jacques Brel,, elle arrive dans ce pays le 4 octobre 2018, obtenant un visa via l’intermédiaire d’un ami.
Après avoir déposé sa demande d'asile auprès de la préfecture de Nanterre (Hauts-de-Seine), celle-ci est enregistrée auprès de l'Office français de protection des réfugiés et apatrides (Ofpra) le 13 novembre 2018.
Confrontée au manque de ressources, elle vit dans un logement d'urgence avant de devenir sans domicile fixe. Ne pouvant exercer d'activité professionnelle rémunérée en France faute d'un statut de réfugiée, elle subsiste avec 6,80 euros d'indemnité quotidienne qu'elle reçoit au titre de demandeuse d'asile, ce qui ne l'empêche pas de continuer à poser, notamment pour son compte Instagram suivi par plus de 120 000 abonnés.  
Le 7 juin 2019, elle obtient officiellement le statut de réfugiée en France,,.
Elle a écrit son témoignage Dis adieu à ton corps, Le Cherche-Midi, 2020. Elle est maman d'une petite fille, Diana Yakta Leclercq, avec le réalisateur Julien Leclercq, depuis Septembre 2022.